# Chrysalidopsis trevoae
Chrysalidopsis trevoae är en svampart som först beskrevs av Speg., och fick sitt nu gällande namn av Steyaert 1961. Chrysalidopsis trevoae ingår i släktet Chrysalidopsis, divisionen sporsäcksvampar och riket svampar.   Inga underarter finns listade i Catalogue of Life.